# アンドリュー・ディーガン
アンドリュー・ディーガン（Andrew Deegan、1995年3月23日 - ）は、トップイーストリーグAグループ東京ガスラグビー部に所属するラグビー選手。

## プロフィール
- オーストラリア・セントレナーズ出身[1]。
- ポジションはスタンドオフ(SO)。
- 身長 177cm、体重 86kg
- ニックネームはDeegs。
- U20オーストラリア代表に選ばれたことがある[2]。
- オーストラリア代表ネッド・ハニガンとは高校時代、同級生[3]。

## 略歴
ニューサウスウェールズ大学卒業後、ランドウィック、NSWカントリーイーグルス、ワラターズ、フォース、レベルズを経て、2020年、栗田工業ウォーターガッシュ(現・クリタウォーターガッシュ昭島)に加入。
2021年2月13日にトップチャレンジリーグAグループ釜石シーウェイブスRFC戦に先発出場で日本での公式戦初出場を果たす。
2023年、東京ガスラグビー部に加入。